# Clifford Robert Olson
Clifford Robert Olson (* 1. Januar 1940 in Vancouver, British Columbia; † 30. September 2011 in Québec, Provinz Québec) war ein kanadischer Serienmörder.

## Biografie

### Frühes Leben
Olson war eines von insgesamt vier Kindern von Clifford und Leona Olson. Er wuchs die ersten fünf Lebensjahre in Edmonton (Alberta) auf, ehe die Familie 1945 zurück an die Westküste zog. Er war in seiner Kindheit Bettnässer und wurde deshalb verspottet, was Olson bereits früh kompensierte, indem er Tiere quälte und tötete.
1956, nach seinem Schulabschluss, den Olson mit knapper Not erlangte, begann er eine Berufsausbildung bei einem Fernfahrerunternehmen. 1957, mit 17 Jahren, wurde er wegen Einbruchsdiebstahl erstmals verhaftet. Es folgten in den kommenden 24 Jahren 94 weitere Verhaftungen, unter anderem wegen Besitzes von gestohlenem Eigentum, Besitzes einer Faustfeuerwaffe, Urkundenfälschung, Steuerhinterziehung, Fahrens unter Alkoholeinfluss, bewaffneten Raubüberfalls sowie Flucht aus dem Gefängnis. 1980, kurz vor Beginn seiner Mordserie, hatte der 40-jährige Olson nicht mehr als vier Jahre seines Lebens als Erwachsener in Freiheit verbracht. Er war siebenmal aus Gefängnissen entkommen und hatte seine Taten weiter fortgesetzt.

### Taten
Am 17. November 1980 verschwand in Surrey die 12-jährige Christine Anne Weller. Sie war von zu Hause weggelaufen, so dass ihre Eltern erst eine Woche nach ihrem Verschwinden eine Vermisstenanzeige bei der Polizei aufgaben. Dies begünstigte Olsons Tat, der das Mädchen in Vancouver aufgriff und auf dieselbe Weise ermordete wie seine nächsten Opfer: Er bot Weller einen gutbezahlten Job an und wollte den Vertrag mit einem Drink besiegeln. Doch das Getränk war mit Chloralhydrat versehen, so dass Weller rasch ohnmächtig wurde. Mit ihr fuhr er in einen Wald bei Vancouver, vergewaltigte sie und tötete sie mit 19 Messerstichen. Ihre Leiche wurde erst am 25. Dezember 1980 entdeckt.
Am 16. April 1981, fünf Monate nach seiner ersten Tat, schlug Olson erneut zu. Sein Opfer, die 13-jährige Colleen Marian Daignault, erschlug er nach der Vergewaltigung mit einem Hammer. Ihre Leiche wurde erst am 17. September 1981 von einem Spaziergänger in einem Wald bei Surrey entdeckt.
Seinen ersten Mord an einem Jungen verübte Olson wenige Tage später, am 22. April 1981. Es war der 16-jährige Daryn Todd Johnsrude, der mit seiner Mutter und seinen Geschwistern das Osterwochenende in Coquitlam verbrachte. Er hatte kurz das Hotel verlassen, um sich Zigaretten zu kaufen, wurde jedoch lebend nicht wieder gesehen. Seine ebenfalls von einem Hammer zerschmetterte Leiche wurde am 2. Mai 1981 nahe einem Deich bei Deroche, östlich von Vancouver, entdeckt. Am 19. Mai 1981 wurde die 16-jährige Sandra Lynn Wolfsteiner Olsons Opfer, die beim Versuch, von Surrey nach Langley zu trampen, in den Wagen des Serienmörders stieg. Sie wurde in der Nähe des Chilliwack Lake getötet.
Wenige Wochen später, am 21. Juni 1981, ermordete Olson die 13-jährige Ada Anita Court bei Burnaby. Sie ist das einzige Opfer, das Olson vermutlich gezielt und nicht zufällig ausgewählt hatte, da Courts älterer Bruder und ihre Schwägerin im selben Wohnhauskomplex wie Clifford Olson lebten und man davon ausgehen muss, dass sich Opfer und Täter über den Weg gelaufen waren. Ihr Leichnam wurde erst zwei Monate später, Mitte August 1981, nahe dem Weaver Lake gefunden. Sein jüngstes Opfer fand Olson im erst 9 Jahre alten Simon Patrick James Partington, den er am 2. Juli 1981 ermordete. Er war nur wenige Häuserblocks von Christine Wellers Zuhause entfernt entführt worden.
Nun wurden die Zeitabstände, in denen Olson seine Taten verübte, immer kürzer. So ermordete er nur eine Woche nach dem Mord an Partington, am 9. Juli 1981, die 14-jährige Judy Kozma, die er bei einer Telefonzelle angesprochen und in sein Auto gelockt hatte. Am 23. Juli 1981 traf er bei einem Jugendzentrum auf den 15 Jahre alten Raymond Lawrence King, der sich nach einem Ferienjob erkundigte. Mit dem Versprechen, King einen tollen Job zu verschaffen, lockte er den Jungen in sein Auto und erschlug ihn bei einem Campingplatz mit einem Stein. Am 25. Juli 1981 ermordete Olson das einzige Opfer, welches nicht aus Kanada kam: die 18-jährige deutsche Touristin Sigrun Arnd aus Weinheim (Baden-Württemberg). Am 27. Juli 1981 ermordete er die 15-jährige Terri-Lynn Carson und drei Tage später die 17 Jahre alte Louise Simonne Marie Evelyn Chartrand.
Insgesamt ermordete Clifford Robert Olson in einem Zeitraum von acht Monaten elf Menschen zwischen neun und achtzehn Jahren.

### Familie
Olson führte in all der Zeit ein Doppelleben. So heiratete er am 15. Mai 1981, zu diesem Zeitpunkt bereits dreifacher Mörder, Joan Hale, eine Kellnerin eines Pubs. Nur einen Monat zuvor, im April 1981, war ihr gemeinsamer Sohn Clifford Olson III geboren worden. Von den Morden hatte seine Frau nie etwas mitbekommen. Im Gegenteil, um diese vor seiner Familie zu verbergen, hatte er ihnen im Juli 1981 einen Urlaub in der Nähe von Los Angeles finanziert.

### Verhaftung und Ermittlung
Die Royal Canadian Mounted Police, die Olson bereits Anfang Juli 1981 zu einem der Morde befragt hatte, ihn jedoch wegen mangelnden Beweisen laufen ließ, beschattete ihn von da an rund um die Uhr. Zeitweise arbeiteten bis zu 200 Ermittler an der Aufdeckung der Mordserie.
Als Olson Anfang August 1981 zwei Anhalterinnen nach Vancouver Island verschleppte, diese jedoch in letzter Sekunde entkommen konnten, schlug die Polizei zu und nahm Olson am 12. August 1981 auf Vancouver Island fest.
Der Fall sorgte 1981 in Kanada wegen zahlreicher Aspekte für Aufsehen. Zunächst ging es um die Verbrechen an sich, die schrecklicher nicht sein konnten. Zum anderen ging es um die polizeiliche Ermittlungsarbeit. Die Beamten hätten Olson zwar vernommen, jedoch wieder laufen lassen, wonach Olson mindestens sechs weitere Menschen ermorden konnte.
Doch das größte Aufsehen erregte Olsons Angebot an die Ermittlungsbehörden. Da viele Leichen zu diesem Zeitpunkt noch gar nicht gefunden waren, bot Olson an, die Behörden zu den jeweiligen Plätzen zu führen, allerdings gegen eine Bezahlung von 10.000 CAD pro Leichnam. Das Geld, insgesamt 100.000 Kanadische Dollar, sollte seiner Frau wie auch seinem kleinen Sohn überwiesen werden.
Obwohl von Seiten der Angehörigen der Opfer Proteste und Empörungen geäußert wurden, ließ sich der Generalstaatsanwalt auf den Deal ein. Später versuchten die Angehörigen, das Geld in Prozessen zurückzufordern, allerdings bis heute ohne Erfolg. Das Zivilgericht bestätigte die Rechtmäßigkeit des Handels.
Der Prozess gegen Clifford Olson endete am 11. Januar 1982 vor dem Obersten Gerichtshof von Vancouver. Das Urteil, elfmal lebenslange Haftstrafen, sorgte ebenfalls für Empörung, da diese nicht nacheinander, sondern parallel zu verbüßen seien. Dies bedeutete, dass Olson theoretisch bereits nach 25 Jahren, also im Jahr 2007 einen Antrag auf Entlassung stellen konnte. Obwohl Olson gerichtlich versuchte, die Haftstrafe zu reduzieren, gelang ihm dies nicht.
Kurz nach Beginn der Haftstrafe sorgte Olson erneut für Schlagzeilen, nachdem er obszöne Briefe und Zeichnungen an die Eltern der toten Kinder geschickt hatte. Er verstarb im September 2011 im Gefängnis.